# Córdoba Open 2022
Córdoba Open 2022 byl tenisový turnaj mužů na profesionálním okruhu ATP Tour, hraný v areálu Estadio Mario Alberto Kempes na otevřených antukových dvorcích. Probíhal mezi 31. lednem až 6. únorem 2022 v argentinské Córdobě jako čtvrtý ročník turnaje.
Turnaj s rozpočtem 493 875 dolarů patřil do kategorie ATP Tour 250. Do dvouhry nastoupilo dvacet osm hráčů a ve čtyřhře startovalo šestnáct párů. Nejvýše nasazeným hráčem ve dvouhře se opět stal třináctý tenista světa Diego Schwartzman z Argentiny, jenž dohrál v semifinále. Jako poslední přímý účastník do singlové soutěže nastoupil 116. hráč žebříčku, Slovák Andrej Martin.
Čtvrtý singlový titul na okruhu ATP Tour vyhrál španělský obhájce finálové účasti Albert Ramos-Viñolas. Třetí společnou trofej ve čtyřhře vybojovali Mexičan Santiago González s Argentincem Andrésem Moltenim.

## Rozdělení bodů
| Soutěž  | vítězové | finalisté | semifinalisté | čtvrtfinalisté | 16 v kole | 32 v kole | Q  | Q2 | Q1 |
| ------- | -------- | --------- | ------------- | -------------- | --------- | --------- | -- | -- | -- |
| dvouhra | 250      | 150       | 90            | 45             | 20        | 0         | 12 | 6  | 0  |
| čtyřhra | 250      | 150       | 90            | 45             | 0         | —         | —  | —  | —  |

### Finanční odměny
| Soutěž                              | vítězové | finalisté | semifinalisté | čtvrtfinalisté | 16 v kole | 32 v kole | Q2      | Q1      |
| ----------------------------------- | -------- | --------- | ------------- | -------------- | --------- | --------- | ------- | ------- |
| dvouhra                             | 46 175 $ | 32 320 $  | 21 410 $      | 14 275 $       | 9 235 $   | 5 035 $   | 2 520 $ | 1 260 $ |
| čtyřhra                             | 16 370 $ | 11 760 $  | 7 560 $       | 5 030 $        | 2 940 $   | —         | —       | —       |
| částka ve čtyřhře je uvedena na pár |          |           |               |                |           |           |         |         |

## Dvouhra mužů

### Nasazení
| Stát                          | Hráč                 | ATP | Nasazení |
| ----------------------------- | -------------------- | --- | -------- |
| Argentina                     | Diego Schwartzman    | 13. | 1.       |
| Rakousko                      | Dominic Thiem        | 16. | 2.       |
| Chile                         | Cristian Garín       | 19. | 3.       |
| Itálie                        | Lorenzo Sonego       | 26. | 4.       |
| Argentina                     | Federico Delbonis    | 38. | 5.       |
| Španělsko                     | Albert Ramos-Viñolas | 44. | 6.       |
| Francie                       | Benoît Paire         | 56. | 7.       |
| Španělsko                     | Pedro Martínez       | 61. | 8.       |
| Žebříček ATP k 17. lednu 2022 |                      |     |          |

### Jiné formy účasti
Následující hráči obdrželi divokou kartu do hlavní soutěže:
- Francisco Cerúndolo[7]
- Tomás Martín Etcheverry
- Juan Ignacio Londero

Následující hráči nastoupili do hlavní soutěže pod žebříčkovou ochranou:
- Yannick Hanfmann
- Fernando Verdasco

Následující hráči postoupili z kvalifikace:
- Juan Pablo Ficovich
- Nicolás Jarry
- Alejandro Tabilo
- Juan Pablo Varillas

Následující hráči postoupili z kvalifikace jako šťastní poražení:
- Daniel Elahi Galán
- Nikola Milojević

### Odhlášení
před zahájením turnaje
- Juan Manuel Cerúndolo → nahradil jej  Daniel Elahi Galán
- Pablo Cuevas → nahradil jej  Hugo Dellien
- Laslo Djere → nahradil jej  Carlos Taberner
- Fabio Fognini → nahradil jej  Andrej Martin
- Miomir Kecmanović → nahradil jej  Holger Rune
- Dominic Thiem → nahradil jej  Nikola Milojević

## Mužská čtyřhra

### Nasazení
| Stát                                                                                   | Hráč              | Stát      | Hráč              | ATP  | Nasazení |
| -------------------------------------------------------------------------------------- | ----------------- | --------- | ----------------- | ---- | -------- |
| Mexiko                                                                                 | Santiago González | Argentina | Andrés Molteni    | 83.  | 1.       |
| Monako                                                                                 | Romain Arneodo    | Francie   | Benoît Paire      | 142. | 2.       |
| Švédsko                                                                                | André Göransson   | USA       | Nathaniel Lammons | 146. | 3.       |
| Argentina                                                                              | Guillermo Durán   | Argentina | Máximo González   | 147. | 4.       |
| Žebříček ATP k 17. lednu 2022; číslo je součtem žebříčkového postavení obou členů páru |                   |           |                   |      |          |

### Jiné formy účasti
Následující páry obdržely divokou kartu do hlavní soutěže:
- Pedro Cachín /  Tomás Martín Etcheverry
- Juan Pablo Ficovich /  Facundo Mena

### Odhlášení
před zahájením turnaje
- Pablo Andújar /  Pedro Martínez → nahradili je  Sebastián Báez /  Pedro Martínez
- Tomislav Brkić /  Nikola Ćaćić → nahradili je  Orlando Luz /  Thiago Monteiro
- Marcelo Demoliner /  Miomir Kecmanović → nahradili je  Andrej Martin /  Tristan-Samuel Weissborn
- Andrej Golubjev /  Franko Škugor → nahradili je  Luis David Martínez /  Fernando Romboli

## Přehled finále

### Mužská dvouhra
- Albert Ramos-Viñolas vs.  Alejandro Tabilo, 4–6, 6–3, 6–4

### Mužská čtyřhra
- Santiago González /  Andrés Molteni vs.  Andrej Martin /  Tristan-Samuel Weissborn, 7–5, 6–3